# ジャン＝ルネ・リスナール
ジャン＝ルネ・レモン・リスナール（Jean-René Raymond Lisnard, 1979年9月25日 - ）は、フランス・カンヌ出身の男子プロテニス選手。ランキング自己最高位はシングルス84位、ダブルス171位。現時点では、ATPツアーでシングルス・ダブルスともに決勝進出はない。身長173cm、体重68kg。右利き。元々はフランス国籍の選手として活動していたがプロ転向後はモナコに国籍を移している。

## 来歴
理学療法士の父と料理教師の母の間に3人兄弟の長男として生まれた。リスナールは6歳からテニスを始め、1997年プロ入り。ジュニア時代にはフランスのミカエル・ロドラと組んで出場した1997年全米オープンジュニアダブルス部門で準優勝を遂げている。
プロ入り後は100位台での停滞が長く中々勝ちきれない時期が続いたが、2002年にATPチャレンジャーツアーで3度の準優勝を果たし勢いに乗ると2003年にはシングルス自己最高の84位をマークした。
4大大会では2005年全豪オープン男子シングルスの3回戦進出が最高成績である。予選から勝ち上がったリスナールは2回戦で、第14シードのセバスチャン・グロジャンに1-6, 4-6, 6-3, 6-4, 6-3の逆転で勝利した。3回戦ではフィリップ・コールシュライバーに5-7, 3-6, 2-6で敗れている。
モナコ公国はテニス選手を始め多くの富裕な有名人が居を構えている保養地としても知られるが、逆にモナコ国籍で国際的な活躍を果たしたスポーツ選手はモータースポーツ界のルイ・シロンを筆頭に数える程しかいない。そんな中、リスナールはモナコのナンバー1選手として活躍を続けていたが、2013年4月のデビスカップを最後に公式戦出場が途絶えている。

## 4大大会シングルス成績
略語の説明
| W | F | SF | QF | #R | RR | Q# | LQ | A | Z# | PO | G | S | B | NMS | P | NH |

W=優勝, F=準優勝, SF=ベスト4, QF=ベスト8, #R=#回戦敗退, RR=ラウンドロビン敗退, Q#=予選#回戦敗退, LQ=予選敗退, A=大会不参加, Z#=デビスカップ/BJKカップ地域ゾーン, PO=デビスカップ/BJKカッププレーオフ, G=オリンピック金メダル, S=オリンピック銀メダル, B=オリンピック銅メダル, NMS=マスターズシリーズから降格, P=開催延期, NH=開催なし.
| 大会           | 1998 | 1999 | 2000 | 2001 | 2002 | 2003 | 2004 | 2005 | 2006 | 2007 | 2008 | 2009 | 2010 | 2011 | 通算成績 |
| -------------- | ---- | ---- | ---- | ---- | ---- | ---- | ---- | ---- | ---- | ---- | ---- | ---- | ---- | ---- | -------- |
| 全豪オープン   | A    | A    | LQ   | 1R   | A    | 2R   | 1R   | 3R   | 1R   | LQ   | A    | LQ   | A    | LQ   | 3–5      |
| 全仏オープン   | LQ   | 1R   | 1R   | 2R   | 1R   | 2R   | 1R   | 1R   | LQ   | A    | 1R   | 1R   | A    | LQ   | 2–9      |
| ウィンブルドン | A    | A    | A    | A    | A    | 1R   | A    | 2R   | A    | A    | LQ   | LQ   | A    | LQ   | 1–2      |
| 全米オープン   | A    | LQ   | LQ   | A    | 2R   | 2R   | A    | LQ   | LQ   | A    | A    | A    | A    | 2R   | 3–3      |